# Serra dos Pacaás Novos
Serra dos Pacaás Novos är en bergskedja i Brasilien.   Den ligger i delstaten Rondônia, i den västra delen av landet, 1 900 km väster om huvudstaden Brasília.
I omgivningarna runt Serra dos Pacaás Novos växer i huvudsak städsegrön lövskog. Trakten runt Serra dos Pacaás Novos är nära nog obefolkad, med mindre än två invånare per kvadratkilometer.